# مايلز تيرنر (كرة سلة)
مايلز تيرنر (بالإنجليزية: Myles Turner)‏ مواليد 24 مارس 1996 في بيدفورد، هو لاعب كرة سلة محترف أمريكي بدأ مسيرته الاحترافية في سنة 2015 حيث تم اختياره من قبل فريق إنديانا بايسرز خلال الدرافت، يلعب مع فريق إنديانا بايسرز في الرابطة الوطنية لكرة السلة كلاعب وسط ويحمل الرقم 33. يبلغ طوله 6 قدم 11 بوصة (2.1 م).

## إحصائيات المسيرة

### الموسم الاعتيادي
| السنة   | الفريق         | لعب | بدأ | دقيقة | ميداني% | ثلاثية | حرة  | ارتداد | صنع | استلاب | تصدي | نقطة |
| ------- | -------------- | --- | --- | ----- | ------- | ------ | ---- | ------ | --- | ------ | ---- | ---- |
| 2015–16 | إنديانا بايسرز | 60  | 30  | 22.8  | .498    | .214   | .727 | 5.5    | .7  | .4     | 1.4  | 10.3 |
| المسيرة | المسيرة        | 60  | 30  | 22.8  | .498    | .214   | .727 | 5.5    | .7  | .4     | 1.4  | 10.3 |

### التصفيات
| السنة   | الفريق         | لعب | بدأ | دقيقة | ميداني% | ثلاثية | حرة  | ارتداد | صنع | استلاب | تصدي | نقطة |
| ------- | -------------- | --- | --- | ----- | ------- | ------ | ---- | ------ | --- | ------ | ---- | ---- |
| 2016    | إنديانا بايسرز | 7   | 4   | 28.1  | .465    | .000   | .667 | 6.4    | .4  | .3     | 3.3  | 10.3 |
| المسيرة | المسيرة        | 7   | 4   | 28.1  | .465    | .000   | .667 | 6.4    | .4  | .3     | 3.3  | 10.3 |

## روابط خارجية
- مايلز تيرنر على موقع الاتحاد الدولي لكرة السلة (الإنجليزية)
- مايلز تيرنر على موقع إن بي أي (الإنجليزية)
- مايلز تيرنر على موقع سبورتس رفرنس (الإنجليزية)
- مايلز تيرنر على موقع كرة السلة الأوروبية.كوم (الإنجليزية)
- مايلز تيرنر على موقع إي إس بي إن.كوم (الإنجليزية)
- مايلز تيرنر على موقع كلية كرة السلة في سبورتس رفرنس.كوم (الإنجليزية)
- مايلز تيرنر على موقع ريلجم (الإنجليزية)
- مايلز تيرنر على موقع بروبوليرز (الإنجليزية)
- مايلز تيرنر على موقع سبورتس رفرنس (الإنجليزية)